# Dobbs Ferry
Dobbs Ferry è una località (village) degli Stati Uniti d'America, nella Contea di Westchester, nello Stato di New York.
Amministrativamente è parte del comune di Greenburgh.
Si trova sulla riva sinistra del fiume Hudson, circa 18 km a nord di Manhattan.